# Antracit
Az antracit a legtisztább és legnagyobb fűtőértékű kőszén, a hagyományos kőszénfajták közül egyfajta minőségi fosszilis szén. Elnevezése a görög ἀνθρακῖτις (anthrakitész, ’szénnemű anyag’) szóból származik.
Az anyag sötétszürke színe után terjedt el az antracit szín elnevezés, melyet gyakran szintén csak antracitként emlegetnek.

## Jellemzői
Szénültségi foka magas, kemény kőzetként viselkedik, nem porlik és nem hagy nyomot más felületeken. A legértékesebb kőszén, mivel minden más típusnál nagyobb a széntartalma (92-98%). Belőle nyerhető ki legtöbb hő, ráadásul alig füstöl, és alacsony az éghetetlen salakanyag-tartalma.
Minőségileg messze felülmúlja a barna- és feketekőszenet, de mivel kialakulása hosszabb ideig tart vagy más kőzetesedési folyamatot igényel, valamint mélyebb rétegekben található meg, az előbbieknél ritkább és a bányászata körülményesebb, ezért sokkal drágább, mint a többi kőszénféle.